# Lambeau Field
Il Lambeau Field è uno stadio situato a Green Bay, Wisconsin. Attualmente ospita le partite dei Green Bay Packers, squadra della NFL.

## Storia

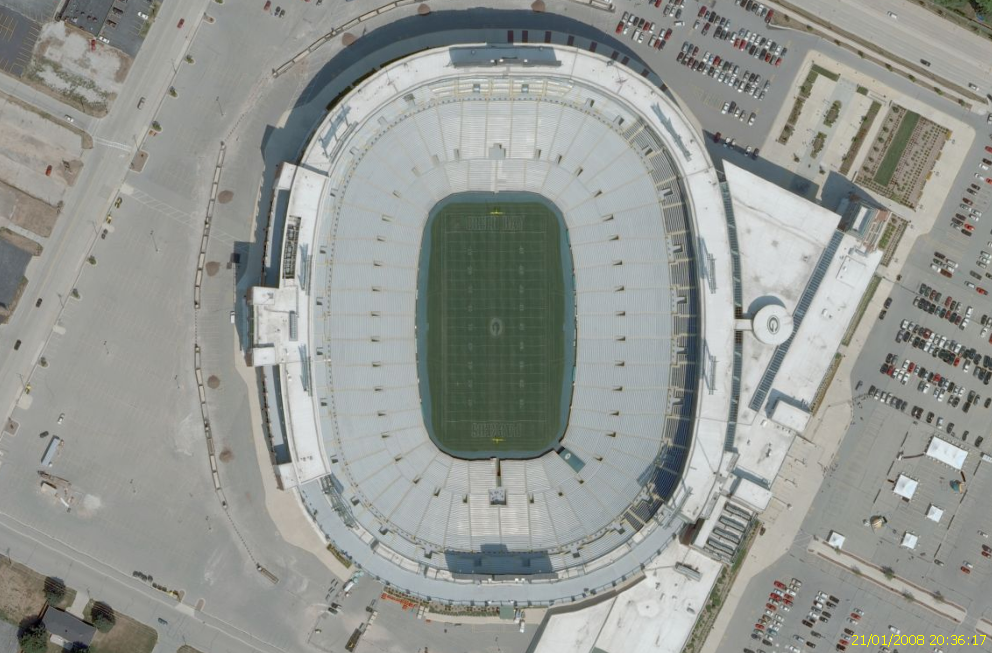
Il Lambeau Field visto dall'alto

Lo stadio venne inaugurato il 29 settembre 1957 con una vittoria dei Packers sui Bears per 21-17. Inizialmente chiamato City Stadium, nel 1965 lo stadio venne intitolato al fondatore, giocatore e per lungo tempo anche head coach dei Packers, Curly Lambeau, scomparso in quell'anno.
Il Lambeau Field è stato il primo stadio costruito specificatamente per una squadra NFL; all'epoca tutte le altre squadre NFL dividevano lo stadio di casa con una squadra della MLB o giocavano in stadi già esistenti.
Il soprannome dello stadio, The Frozen Tundra, fu coniato in occasione della finale del campionato NFL tra i Packers e i Dallas Cowboys, giocata il 31 dicembre 1967 a una temperatura di -25 °C (partita conosciuta anche come Ice Bowl). Nonostante l'estate precedente fosse stato installato un sistema per il riscaldamento del campo, il giorno della partita non funzionò correttamente; inoltre la notte precedente alla partita il terreno di gioco era stato coperto con dei teloni, ma al momento della partita l'umidità depositata congelò istantaneamente.
Dal rinnovamento del 2003 nessun concerto è stato tenuto al Lambeau. L'ultimo concerto a svolgersi qui fu un concerto dei Survivor nel 1985.

## Posti a sedere
Il Lambeau Field è il quarto stadio più grande della NFL per capienza.

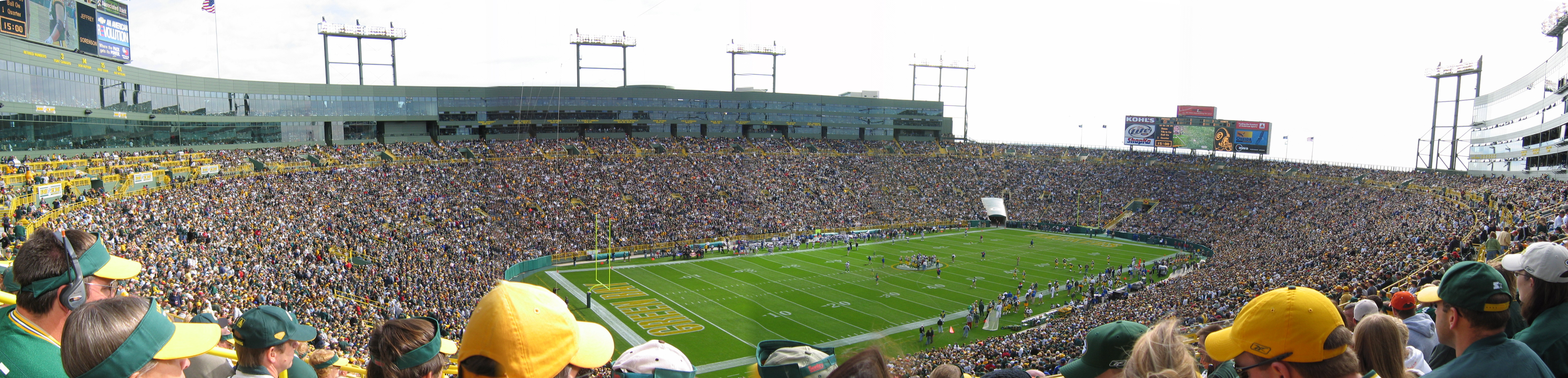
Panoramica del Lambeau Field

| Anni      | Capienza      |
| --------- | ------------- |
| 1957–1960 | 32.500        |
| 1961–1962 | 38.669        |
| 1963–1964 | 42.327        |
| 1965–1969 | 50.852        |
| 1970–1984 | 56.263        |
| 1985–1989 | 56.926        |
| 1990–1994 | 59.543        |
| 1995–2001 | 60.890        |
| 2002      | 65.290/66.110 |

| Anni          | Capienza |
| ------------- | -------- |
| 2003          | 72.515   |
| 2004          | 72.569   |
| 2005          | 72.601   |
| 2006          | 72.922   |
| 2007–2010     | 72.928   |
| 2012          | 73.094   |
| 2013          | 80.750   |
| 2015–2016     | 81.435   |
| 2017–presente | 81.441   |